# Jackie Butler
Jackie Butler (ur. 10 marca 1985 w McComb) – amerykański koszykarz, występujący na pozycjach skrzydłowego oraz środkowego, mistrz NBA z 2007 roku, dostał się do NBA bezpośrednio po szkole średniej.
W karierze zaliczył też cztery obozy szkoleniowe z zespołami NBA – Minnesotą Timberwolves (2004), New York Knicks (2005), San Antonio Spurs (2006), Houston Rockets (2007).

## Osiągnięcia
Na podstawie, o ile nie zaznaczono inaczej.
Szkoła średnia
- Zawodnik roku stanu Missisipi (Mississippi Mr. Basketball – 2002, 2003)
- Zaliczony do II składu Parade All-American (2003)
- Uczestnik meczu gwiazd McDonald’s All-American Game (2003)[3]

NBA
- Mistrz NBA (2007)[1]

Inne indywidualne
- Debiutant roku CBA (2005)
- Zaliczony do I składu:
  - CBA (2005)
  - debiutantów CBA (2005)